# Pterocallis affinis
Pterocallis affinis är en insektsart. Pterocallis affinis ingår i släktet Pterocallis och familjen långrörsbladlöss. Inga underarter finns listade i Catalogue of Life.